# Крили, Роберт
Ро́берт Кри́ли (англ. Robert Creeley; 21 мая 1926, Арлингтон, Массачусетс — 30 марта 2005, Одесса, Техас) — американский поэт, прозаик, редактор, преподаватель, бакалавр искусств.

## Биография и творчество
Поступил в Гарвардский университет (1943), но оставил его ради военной службы и в 1944—1945 годах находился в составе американских частей в Бирме и Индии. Получил диплом бакалавра искусств только в 1955 году. Жил в Гватемале, Канаде, на испанском острове Мальорка (1951—1955).
Один из основателей поэтической группы «Блэк Маунтин». В течение ряда лет редактировал журнал «Блэк маунтин ревью». Участвовал в антивоенном движении 60-х годов. С 1966 года был преподавателем Университета Баффало. Среди его друзей были Чарльз Олсон, Аллен Гинзберг, художник Джексон Поллок. Крили автор ряда поэтических сборников стихов, романа «Остров» и сборника рассказов «Золотоискатели».
По мнению российского критика Антона Нестерова, «с грамматикой прежде всего и „работал“ Крили в 50-е — 60-е годы, заставляя её обнажать свои смыслы и из каркаса, несущего речь, превращаться в само наполнение этой речи, в её смыслы».
На русский язык стихи Роберта Крили переводили Аркадий Драгомощенко, Василий Кондратьев, Ирина Машинская, Александр Стесин и другие.

## Сочинения
- Le Fou (Columbus, Ohio: Golden Goose Press, 1952)
- The Immoral Proposition(Karlsruhe-Durlach/Baden, Germany: Jonathan Williams, 1953)
- The Kind of Act Of (Palma de Mallorca, Spain: Divers Press, 1953)
- The Gold Diggers (Palma de Mallorca, Spain: Divers Press, 1954). ISBN 0-7145-0256-1
- All That Is Lovely in Men (Asheville, N.C.: Jonathan Williams, 1955)
- If You (San Francisco: Porpoise Bookshop, 1956)
- Just in Time: Poems 1984—1994 (New York: New Directions, 2001)
- On Earth: Last Poems and an Essay (Berkeley: University of California Press, 2006)
- Olson, Charles; Creeley, Robert; Butterick, George F. (editor). Charles Olson and Robert Creeley: The Complete Correspondence (Vol. 3) (New York: HarperCollins Publishers, 1981) ISBN 0-87685-482-X